# Glenarm

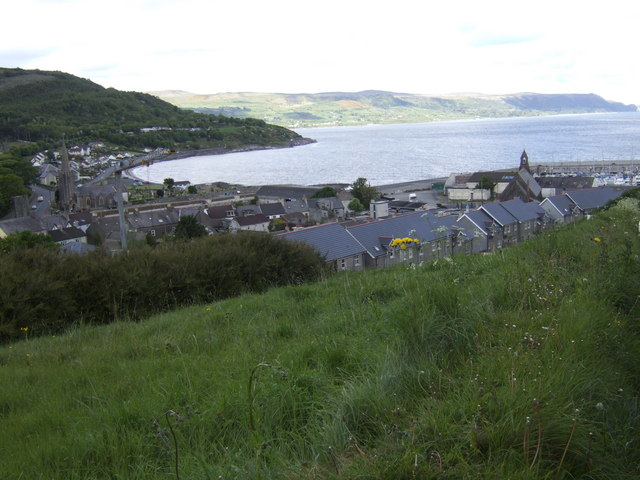
Glenarm Bay

Glenarm (gaèlic irlandès Gleann Arma que vol rir "vall de l'exèrcit"; escocès de l'Ulster Glenairm) és una vila del comtat d'Antrim, a Irlanda del Nord. Es troba al Canal del Nord a la costa nord de les viles de Larne i Ballygalley, i al sud de la vila de Carnlough. Té una població de 582 habitants segons el cens de 2001. Glenarm pren el seu nom del glen on cau, el més meridional dels Glens d'Antrim. Es troba al districte de Larne.

## Població
Glenarm està classificat com una vila petita o llogaret per la NI Statistics and Research Agency (NISRA) (amb una població entre 500 i 1.000 habitants). Segons el cens de 2001 tenia 582 habitants dels quals:
- 23,9% tenen menys de 16 anys i el 21,1% tenen més de 60
- 49,1% de la població és masculina i el 50,9% és femenina
- 46,6% són catòlics irlandesos i el 52,2% són protestants
- 6,3% de la població entre 16–74 anys està a l'atur.

## Història
La vila formà part del regne de Dál Riata en el segle v, i hi vivia la tribu Dal nAraide. Cap al segle viii fou atacada pels vikings, qui establiren una base a Larne. Segons Snorri Sturluson el rei irlandès Connor derrotà als vikings d'Orkney a "Ulfreksfjord" en 1018, que es podria referir a un dels noms anglonormands de l'àrea de Larne, Wulfrickford. Era un feu de la família Mac Donnell, que hi tenia el castell de Dunluce. Cap al 1270 es fundà el castell de Glenarm i fou concedit a John o Robert Bisset pel bisbe de Down i Connor.
Durant la rebel·lió irlandesa de 1641 Alexander MacDonnell va lluitar de part dels rebels. El 1642 el general escocès Robert Munro va cremar el castell de Glenarm i tancà Alexander al castell de Carrickfergus. Després d'aquest fet fou un dels territoris on es produí la colonització de l'Ulster.

## Personatges il·lustres
- Eoin MacNeill